# Disgaea 4: A Promise Unforgotten
Disgaea 4: A Promise Unforgotten (魔界戦記ディスガイア4?, Makai Senki Disugaia Fō) è un videogioco di ruolo strategico a turni del 2011 per PlayStation 3, ed il quarto capitolo della serie Disgaea della Nippon Ichi Software. Il videogioco racconta la storia di Valvatorez, un ex tiranno che guida un gruppo di ribelli contro il presidente di Netherworld. Il videogioco è stato pubblicato in Giappone il 24 febbraio 2011, in America Settentrionale il 6 settembre 2011 ed in Europa il 4 novembre 2011. La versione in lingua inglese del titolo contiene un numero maggiore di parti doppiate rispetto alla versione in lingua giapponese. Nella sua prima settimana nei negozi il videogioco ha venduto 79 425 copie, diventando il quarto gioco più venduto della settimana.

## Accoglienza
La rivista Play Generation diede alla versione per PlayStation 3 un punteggio di 79/100, trovandolo un GDR tattico all'insegna della tradizione, consigliato ai fanatici del genere ed a chi conosce bene l'inglese. La stessa testata lo classificò in seguito come il primo migliore titolo di strategia/puzzle del 2011.